# Vasile Lascăr
Vasile Lascăr (n. 3 noiembrie 1853, Șomănești, Gorj, lângă Târgu Jiu – d. 23 martie 1907, București) a fost ministru de finanțe al României (interimar) în anul 1897 și ministru de interne în două rânduri.
După terminarea școlii primare la Târgu-Jiu, Vasile Lascăr și-a continuat studiile la liceul din Craiova, după care a urmat dreptul la Sorbona, în Paris, unde și-a susținut și teza de doctorat. În anul 1877 s-a întors în țară, practicând avocatura în cadrul baroului Târgu-Jiu.
În 1879 a fost ales primar al orașului Târgu-Jiu. După 1883 a fost ales deputat sau senator în aproape toate legislaturile liberale.
A fost numit ministru de interne in guvernul Petre S. Aurelian în perioada 21 noiembrie 1896 - 26 martie 1897 și apoi din nou în perioada 21 noiembrie 1902 - 13 decembrie 1904.
În perioada cât a fost ministru de interne, Vasile Lascăr a propus prima lege organică a poliției române, concepută după principii știintifice moderne, pe care a conceput-o după modelul legilor similare din state mai dezvoltate prin care călătorise, dar pornind de la realitățile și necesitățile specifice românești. Ca model i-au servit organizarea polițiilor din Franța, Germania, Belgia și Austria. A susținut în Senat proiectul său de lege pe 25 ianuarie 1903.
La data de 1 aprilie 1903, în urma multor dezbateri, a fost adoptata această lege, cu denumirea „Legea pentru organizarea Poliției Generale a Statului” în care s-au precizat „atribuțiile și competențele personalului poliției”, instituind „principiul stabilității organelor polițienești și scoaterea lor în afara luptelor politice”. Tot prin această lege se dispunea înființarea unei școli speciale de poliție pentru pregătirea personalului polițienesc.
Școala de Agenți de Poliție din Câmpina, județul Prahova, poartă în prezent numele „Vasile Lascăr”.